# Terra (film)
Terra (ang. Battle for Terra) – amerykański film animowany z gatunku science fiction zrealizowany w cyfrowej technice trójwymiarowej.
Film Terra wzbogacony grafiką i animacją komputerową otrzymał nagrodę Grand Prix Międzynarodowego Festiwalu Animacji w Ottawie i był hitem 2008 roku.

## Opis fabuły
Nastoletnia Terranka Mala mieszka na planecie zwanej Terra – jest to miejsce gdzie czci się tolerancję i pokój ze wszystkimi innymi stworzeniami. Niestety spokój jej mieszkańców zostaje zakłócony przez Ziemian, którzy trafiają na nią poszukując nowego miejsca do osiedlenia się po tym, jak na ich planecie wyczerpały się wszystkie surowce. Wraz z rozpoczęciem inwazji na Terrę zostaje porwany ojciec Mali – Roven. Dowódca przybyszów Mertenez A. Hemmer nie dopuszcza możliwości koegzystowania na równych prawach z innymi inteligentnymi istotami, jednak nie wszyscy jego podwładni podzielają jego zdanie. Mala ma nadzieję uratować ojca, dlatego ukrywa Jima – ziemskiego lotnika, którego samolot rozbił się podczas ataku. Opiekuje się nim i pomaga mu w powrocie do zdrowia. Rodzi się między nimi prawdziwa przyjaźń i obmyślają plan, w jaki sposób uratować zarówno ludzką rasę jak i planetę Terra.

## Obsada
- Evan Rachel Wood – Mala Evan
- Brian Cox – Generał Mertenez A. Hemmer
- Luke Wilson – Jim Stanton
- David Cross – Giddy
- Justin Long – Senn
- Amanda Peet – Maria Montez
- Dennis Quaid – Roven
- Chris Evans – Stewart Stanton
- James Garner – Doron
- Danny Glover – Prezydent Chen

## Wersja polska
Wersja polska: Hagi Film Wrocław

Reżyseria: Igor Kujawski

Dialogi: Piotr Skotnicki

Dźwięk: Jacek Kazimierczak (Studio Tower) i Maciej Brzeziński (Studio Sonica)

Montaż i zgranie wersji polskiej: Robert Maniak

Kierownictwo produkcji: Ewa Witan

Wystąpili:
- Maria Peszek – Mala
- Paweł Małaszyński – Jim
- Miłogost Reczek – Generał Mertenez A. Hemmer
- Krzysztof Dracz – Robot Giddy
- Michał Chorosiński – Stewart
- Konrad Imiela – Senn
- Jan Blecki – Roven
- Andrzej Wilk – Doron

oraz
- Izabela Czyż
- Tomasz Lulek
- Marian Czerski
- Agata Kucińska
- Andrzej Chudy
- Tomasz Steciuk
- Elżbieta Golińska
- Jakub Szydłowski
- Anna Kramarczyk
- Konrad Kujawski
- Marcin Chabowski
- Igor Kujawski
- Jan Naturski

Mastering kopii cyfrowej 3D: www.ASKOTMEDIA.pl
- Lektor tyłówki: Piotr Makowski